# Myrtle Augee
Myrtle Sharon Mary Augee (Greenwich, 4 febbraio 1965) è un'ex pesista britannica.

## Palmarès
| Anno | Manifestazione  | Sede         | Evento         | Risultato | Misura  | Note |
| ---- | --------------- | ------------ | -------------- | --------- | ------- | ---- |
| 1986 | Europei indoor  | Madrid       | Getto del peso | 9ª        | 17,24 m |      |
| 1986 | Commonwealth    | Edimburgo    | Getto del peso | Bronzo    | 17,52 m |      |
| 1986 | Europei         | Stoccarda    | Getto del peso | 17ª       | 16,37 m |      |
| 1987 | Mondiali indoor | Indianapolis | Getto del peso | 10ª       | 17,85 m |      |
| 1987 | Europei indoor  | Liévin       | Getto del peso | 7ª        | 17,67 m |      |
| 1987 | Mondiali        | Roma         | Getto del peso | 15ª       | 18,43 m |      |
| 1988 | Olimpiadi       | Seul         | Getto del peso | 17ª       | 17,31 m |      |
| 1989 | Europei indoor  | L'Aia        | Getto del peso | 7ª        | 17,17 m |      |
| 1990 | Europei         | Spalato      | Getto del peso | 9ª        | 17,77 m |      |
| 1990 | Commonwealth    | Auckland     | Getto del peso | Oro       | 18,48 m |      |
| 1991 | Mondiali        | Tokyo        | Getto del peso | 15ª       | 17,80 m |      |
| 1992 | Olimpiadi       | Barcellona   | Getto del peso | 14ª       | 16,53 m |      |
| 1993 | Mondiali        | Stoccarda    | Getto del peso | 23ª       | 16,06 m |      |
| 1994 | Commonwealth    | Victoria     | Getto del peso | Argento   | 17,64 m |      |
| 1998 | Commonwealth    | Kuala Lumpur | Getto del peso | Argento   | 17,16 m |      |
| 2002 | Commonwealth    | Manchester   | Getto del peso | 5ª        | 16,05 m |      |